# Palacio Bernardo
El palacio Bernardo, también conocido como palacio Giustinian Bernardo, es un edificio italiano del sestiere de San Polo en Venecia, próximo al Campo San Polo y al palacio Donà a Sant'Aponal, frente al Gran Canal, entre el palacio Querini Dubois y la casa Sicher.

## Historia
Fue construido por la familia Bernardo a principios del siglo XV según los cánones del gótico tardío típicamente veneciano, cuyo modelo fue la ampliación del Palacio Ducal iniciada en 1422.
En nombre de la Serenessima, en 1442 el palacio acogió al duque de Milán Francesco Sforza y su esposa Bianca Visconti. Por lo tanto, la fecha de finalización del edificio se apunta como anterior a este dato. El 14 de abril de 1651 fue vendido a Bortolo Bellotto, un rico comerciante de cuero. En 1694, este último lo cedió a Pietro y Simone Bernardo, comerciantes de tinturas y "ciudadanos originarios" de la Serenissima. La familia Bernardo adquirió este título recién en 1780, gracias a la obra de Alessandro Bernardo.
Después de varios cambios de propiedad, en 1882  se transfirió al editor Pietro Naratovich, quien instaló allí las prensas de su imprenta. En las décadas siguientes el palacio se dividió varias veces. En el siglo XXI, parte del edificio se convirtió en una propiedad de la familia Azzoni Avogadro, mientras que otra es sede de la universidad.

## Descripción
La fachada se divide en tres partes. Las dos plantas nobles presentan sendos ventanales de cinco aberturas y una ventana de cuatro luces en el piso superior. La planta baja tiene dos portales, señal de un probable destino compartido del edificio.